# Nikolaos P. Andriotis
Nikolaos P. Andriotis, vollständig Nikolaos Pantelis Andriotis (griechisch Νικόλαος Παντελής Ἀνδριώτης, * 8. November 1906 auf Imbros; † 29. September 1976 in Thessaloniki), war ein griechischer Sprachwissenschaftler und Neogräzist.
Nach dem Besuch von Gymnasien in Konstantinopel und Galați, Rumänien, studierte Andriotis seit 1923 Philologie an der Universität Athen. Von 1928 bis 1944 war er Redakteur des von Georgios N. Chatzidakis initiierten „Historischen Lexikons der griechischen Sprache“ (Ιστορικό Λεξικό της Ελληνικής Γλώσσας). Nach der Promotion im Jahr 1932 an der Universität Athen studierte er von 1933 bis 1937 Vergleichende Sprachwissenschaft an den Universitäten Wien (bei Paul Kretschmer) und Berlin. Von 1944 bis 1969 lehrte er Sprachwissenschaft an der Aristoteles-Universität Thessaloniki, deren Rektor er 1962–1963 war. Außerdem war Andriotis Vorsitzender der Stiftung Manolis Triantaphyllides (Ίδρυμα Μανόλη Τριανταφυλλίδη), langjähriges Mitglied der Gesellschaft für Makedonische Studien (Εταιρεία Μακεδονικών Σπουδών), deren Vorsitzender er 1976 wurde, sowie Vorsitzender der Stiftung für Studien zur Balkanhalbinsel (Ίδρυμα Mελετών Xερσονήσου του Aίμου) und Mitglied des wissenschaftlichen Beirats der Zeitschriften Balkan Studies (1960–1974) und Ελληνικά (Elliniká, 1966–1976).
Forschungsschwerpunkte waren die neugriechische Lexikographie, Sprachgeschichte und Dialektologie sowie die makedonische Sprache. In der Sprachfrage zeigte er sich als Vertreter einer angepassten Dimotiki.

## Schriften (Auswahl)
- Ετυμολογικό λεξικό της κοινής νεοελληνικής (dt. „Etymologisches Lexikon der neugriechischen Gemeinsprache“). Institut français d’Athènes, Athen 1951; Nachdrucke Ινστιτούτο Νεοελληνικών Σπουδών (Ίδρυμα Μανόλη Τριανταφυλλίδη), Thessaloniki 1967, 1971, 1983, 1988, 1992, 1995, 2006, zuletzt 2008.
- Το Ομόσπονδο Κράτος των Σκοπίων και η γλώσσα του. Athen 1957, Nachdrucke Thessaloniki 1960, Μουσείο Μακεδονικού Αγώνα, Thessaloniki 1989; dritte Auflage, mit einem Vorwort von Απόστολος Βακαλόπουλος, Εκδ. Τροχαλία, Athen 1992. — Buchbesprechung von Ανέστης Π. Χαριτάντης, in: Αυριανή (Μακεδονίας–Θράκης), 8. Februar 1992 (PDF online). — Deutsche Übersetzung: Der föderative Staat von Skopje und seine Sprache. Zweite Auflage, Athen 1966.
- (Vorwort in:) G. Mavrochalyvidis, J. I. Kessissoglou: Le Dialecte d’Axos. Préface de N. P. Andriotis. Imprimerie de l’Institut français d’Athènes, 1960.
- (Vorwort in:) Dimitrios Phosteris, J. I. Kessissoglou: Vocabulaire d’Aravani. Préface de N. P. Andriotis. Imprimerie de l’Institut français d’Athènes, 1960.
- Ιστορία της ελληνικής γλώσσας („Geschichte der griechischen Sprache“). 1969; Nachdruck Ινστιτούτο Νεοελληνικών Σπουδών. Ίδρυμα Μανόλη Τριανταφυλλίδη, Thessaloniki 2008.
- Lexikon der Archaismen in neugriechischen Dialekten. Verlag der Österreichischen Akademie der Wissenschaften, Wien 1974 (Schriften der Balkankommission, 22).
- Αντιχάρισμα στον καθηγητή Νικόλαο Π. Ανδριώτη. Ανατύπωση 88 εργασιών του με τη φροντίδα επιτροπής („Gegengabe für Professor Nikolaos P. Andriotis. Nachdruck von 88 seiner Arbeiten, herausgegeben von einem Komitee“). Ινστιτούτο Νεοελληνικών Σπουδών (Ίδρυμα Μανόλη Τριανταφυλλίδη), Thessaloniki 1976.
- Το γλωσσικό ιδίωμα του Μελένικου („Die Mundart von Meleniko“). Δημοσιεύματα της Εταιρείας Μακεδονικών Σπουδών, Thessaloniki 1989.
- Περί του γλωσσικού ιδιώματος της Ίμβρου („Über die Mundart von Imbros“). Ελεύθερη Σκέψις, Athen 1996.
- Πληθυσμός και οικισμοί της Ανατολικής Κρήτης („Bevölkerung und Siedlungen Ostkretas“). Βικελαία Δημοτική Βιβλιοθήκη, Iraklio 2006.
- Κρυπτοχριστιανικά κείμενα („Apokryphe christliche Texte“). Εκδοτικός Οίκος των Αδελφών Κυριακίδη, Thessaloniki 2008.